# Antachara diminuta
Antachara diminuta là một loài bướm đêm trong họ Noctuidae.